# Bürglen (Uri)
Bürglen (UR) is een gemeente en plaats in het Zwitserse kanton Uri.
Bürglen (UR) telt 3.954 inwoners.
Altdorf · Andermatt · Attinghausen · Bauen · Bürglen · Erstfeld · Flüelen · Göschenen · Gurtnellen · Hospental · Isenthal · Realp · Schattdorf · Seedorf · Seelisberg · Silenen · Sisikon · Spiringen · Unterschächen · Wassen
- Gemeinsame Normdatei: 4535790-0
- Historisch woordenboek van Zwitserland: 000694